# کریس سیلوا
کریس سیلوا (انگلیسی: Chris Silva؛ زادهٔ ۱۹ سپتامبر ۱۹۹۶) بازیکن بسکتبال اهل گابن است.
از باشگاه‌هایی که در آن بازی کرده‌است می‌توان به میامی هیت اشاره کرد.